# San Juan Evangelista y san Francisco de Asís
San Juan Evangelista y san Francisco de Asís  es una obra del taller del Greco, realizada después de 1600. Se conserva en el Museo Nacional del Prado en Madrid.

## Análisis
Las parejas de santos son una de las más famosas composiciones del Greco. Aquí representa a san Francisco de Asís y a san Juan Evangelista, quien destaca por su túnica rojiza. Esta imagen, según Harold H. Wethey y José Álvarez Lopera, es obra del taller del cretense, donde colaboraba su hijo Jorge Manuel.
San Juan se ubica a la derecha con sus símbolos: el águila y el dragón. Mientras, San Francisco, a la izquierda, porta un tosco hábito y las huellas de sus estigmas. Ambos personajes tienen una anatomía muy bien definida, inspirada en la obra de Miguel Ángel.